# 杜夫朗
杜夫朗（法語：Douvrend，法語發音：[duvʁɑ̃]）是法国滨海塞纳省的一个市镇，属于迪耶普区。

## 地理
杜夫朗（49°52'9"N, 1°19'22"E）面积17.96 平方千米，位于法国诺曼底大区滨海塞纳省，该省份为法国北部沿海省份，其西部及北部濒大西洋英吉利海峡，东起顺时针与索姆省、瓦兹省、厄尔省和卡爾瓦多斯省接壤。
与杜夫朗接壤的市镇（或旧市镇、城区）包括：巴伊昂里维耶尔、昂韦默、圣尼古拉达列蒙、圣旺苏巴伊。

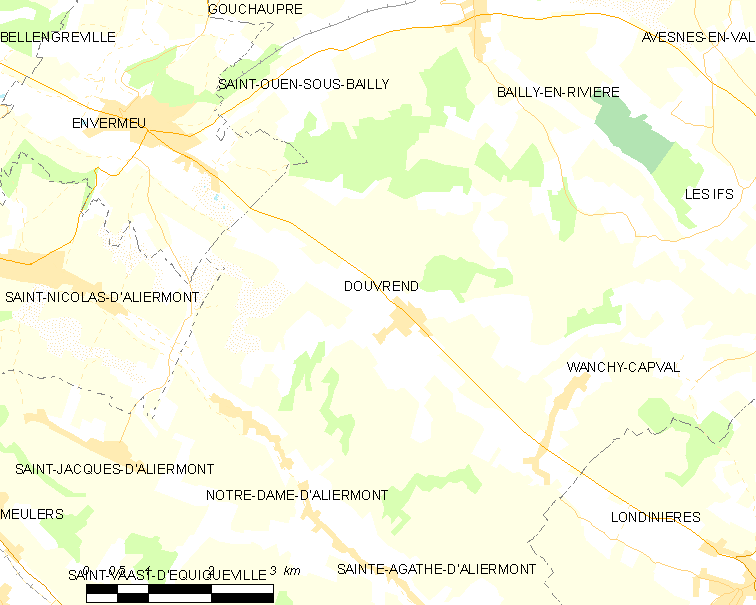
杜夫朗的OSM定位图

杜夫朗的时区为UTC+01:00、UTC+02:00（夏令时）。

## 行政
杜夫朗的邮政编码为76630，INSEE市镇编码为76220。

## 政治
杜夫朗所属的省级选区为迪耶普第二县。

## 人口

1962-2008年间杜夫朗人口变化图示

杜夫朗于2022年1月1日时的人口数量为511人。